# Armlagerungsschiene
Eine Armlagerungsschiene wird für Patienten mit einer Armlähmung, beispielsweise nach einem Schlaganfall, bzw. bei der Behandlung von zentralen und peripheren Paresen, insbesondere in der akuten und sub-akuten Phase eingesetzt.

## Anwendung
Durch die Benutzung der Armlagerungsschiene sinkt der Muskeltonus und es kommt zu einer Reduzierung von Verquellungen in den Fingergelenken und im Handgelenk. Ebenso ist eine schmerzfreie Lagerung des paretischen Armes möglich.

## Gesetzliche Einordnung und Normen
Die Armlagerungsschiene ist ein anerkanntes Rehabilitationshilfsmittel nach der Hilfsmittel-Richtlinien des Gemeinsamen Bundesausschusses und ist im Hilfsmittelverzeichnis der gesetzlichen Krankenversicherung unter der Produktgruppe 23.10 definiert.

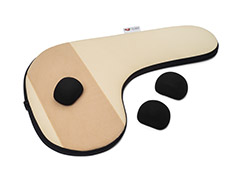
Arm-Lagerungsschiene